# شهاب الدين العسكري
شِهَابُ الدِّينِ أَبُو الْعَبَّاسِ أَحْمَدُ بْنُ عَبْدِ اللَّهِ بْنِ أَحْمَدَ الدِّمَشْقِيُّ الصَّالِحِيُّ الْحَنْبَلِيُّ ويُعرف اختصارًا بـ ابن العسكري أو شهاب الدين العسكري (غير معروف – 15 ذو القعدة، ذو الحجة 910، 912هـ / غير معروف – 20 أبريل [نيسان] 1505م)، مفتي الحنابلة بدمشق.

## سيرته
حفظ القرآن، وتصدر بمدرسة أبي عمر للإقراء، وبرع بعد ذلك ودرس، وأفتى، وناب في القضاء، حتى صار مرجع الحنابلة بدمشق ومفتيهم، وكان ملازمًا لتدريس تفسير البغوي، دائم التحريض على مطالعة كتاب الصراط المستقيم في إثبات الحرف القديم للموفق ابن قدامة.

## شيوخه
لقد تتلمذ الشهاب العسكري، على علماء أجلاء، وانتفع منهم انتفاعًا كبيرًا منهم:
- ابن قندس
- شهاب الدين ابن زيد الموصلي
- نظام الدين ابن مفلح
- علاء الدين المرداوي

## تلاميذه
تتلمذ على الشهاب العسكري خلق كثير منهم:
- شهاب الدين الشويكي.
- بدر الدين حسن بن إبراهيم الحنبلي، لازم الشهاب العُسْكري في حل المقنع والتنقيح.
- شهاب الدين ابن الديوان المرداوي الحنبلي.
- أحمد بن يحيى بن زيد التميمي النجدي.

## مؤلفاته
- المنهج الصحيح في الجمع بين ما في المقنع والتنقيح.

## قالوا عنه
قال عنه نجم الدين الغزي: «كان صالحًا، دينًا، زاهدًا، مباركا، يكتب على الفتيا كتابة عظيمة، ولم يكن له في زمنه نظير في العلم، والتواضع، والتقشف على طريقة السلف، وكان منقطعًا عن الناس، قليل المخالطة لهم».